# Sevier County (Utah)
Sevier County ist ein County im Bundesstaat Utah der Vereinigten Staaten. Das U.S. Census Bureau hat bei der Volkszählung 2020 eine Einwohnerzahl von 21.522 ermittelt. Der Verwaltungssitz (County Seat) ist Richfield, das auch der größte Ort im County ist.

## Geographie
Das Sevier County hat eine Fläche von 4968 Quadratkilometern, davon sind 21 Quadratkilometer Wasserfläche. Es grenzt im Uhrzeigersinn an die Countys: Sanpete County, Emery County, Wayne County, Piute County, Millard County und Beaver County.

## Geschichte
Sevier County wurde 1865 gegründet. Es wurde nach dem Sevier River benannt.

## Demografische Daten

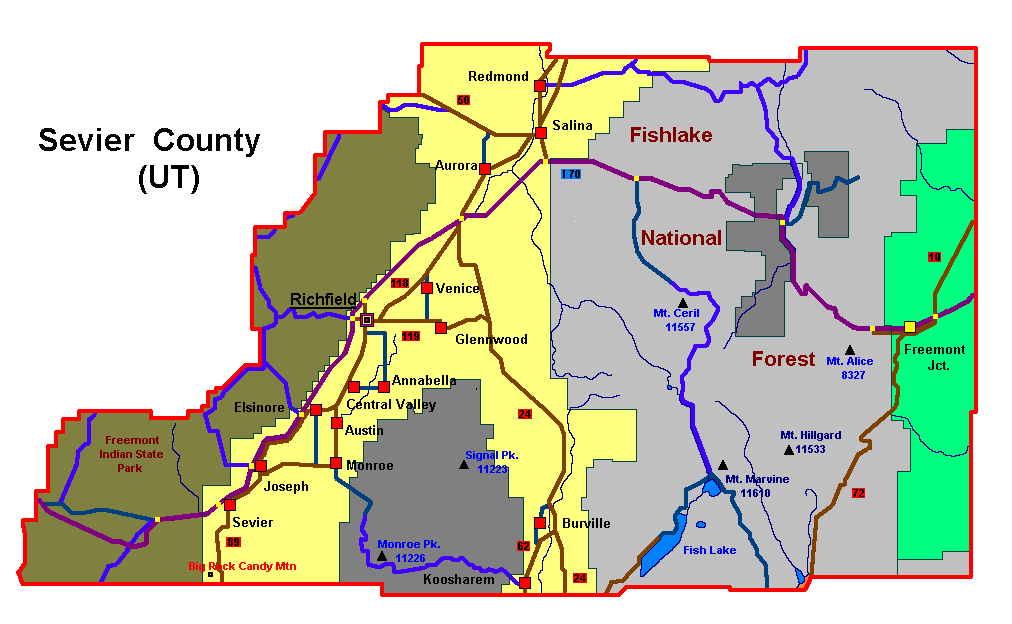
Sevier County (UT) Details

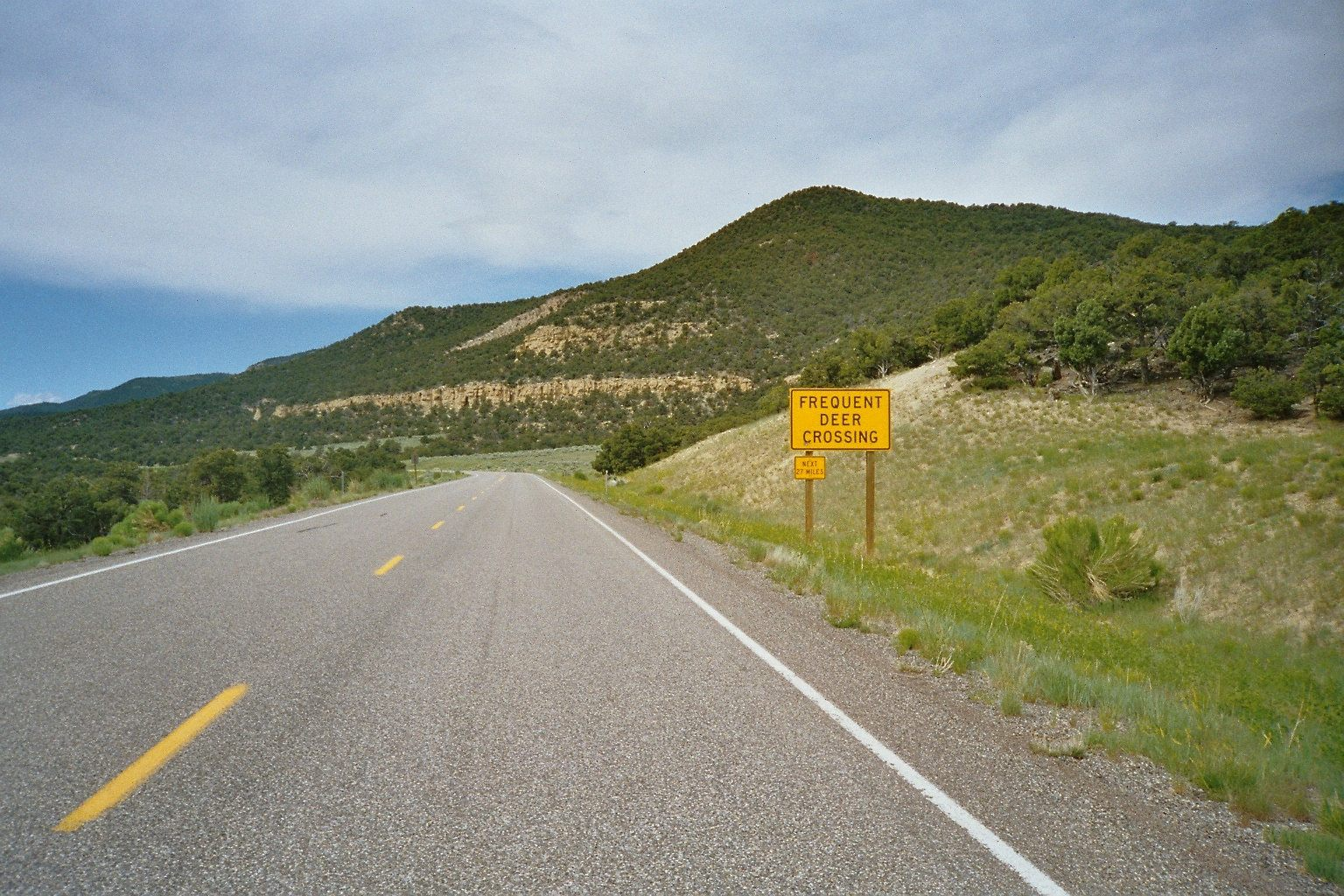
Fishlake Forrest im Juni 2005 SR72s

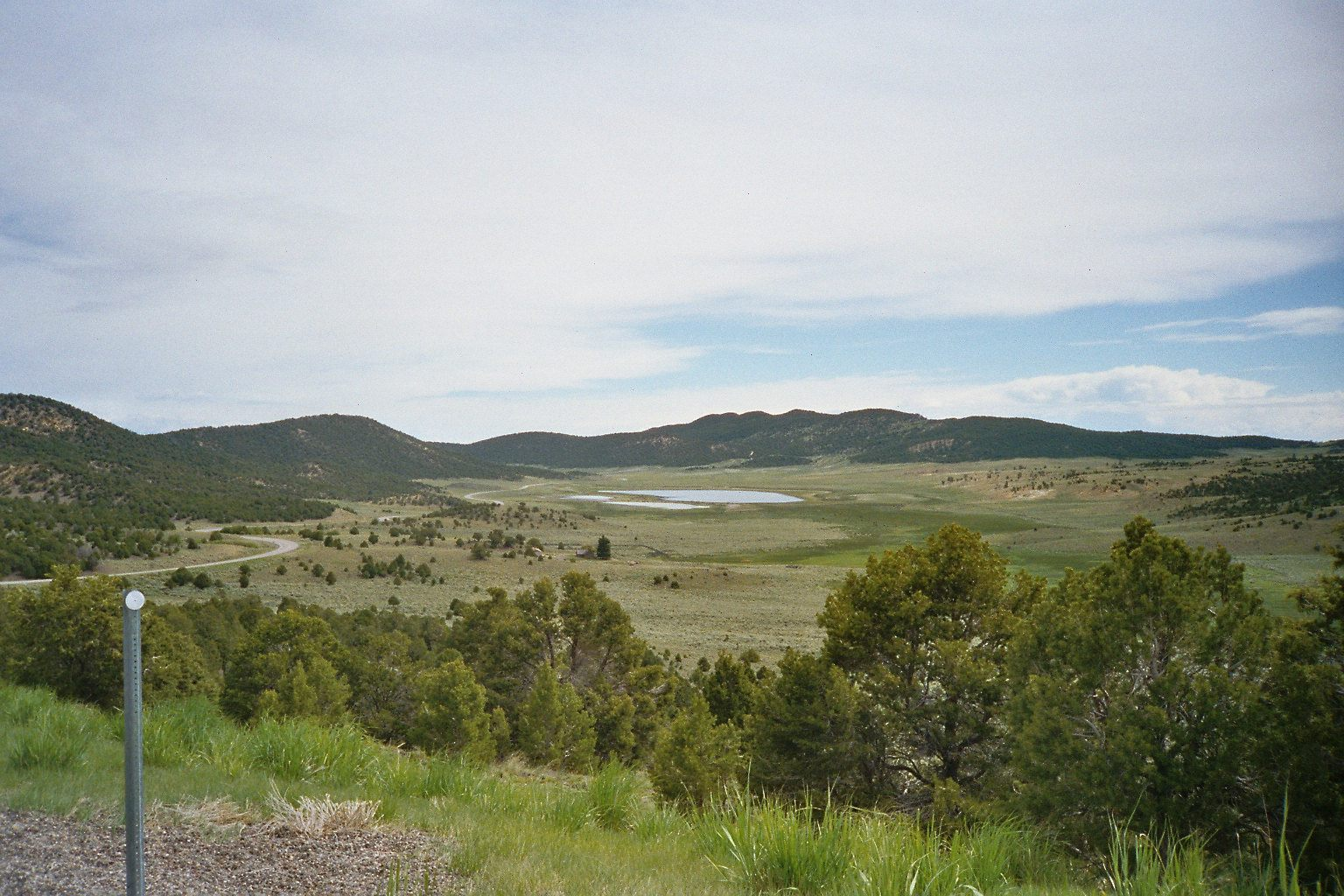
Fishlake Forrest im Juni 2005 SR72s

Nach der Volkszählung im Jahr 2000 lebten im Sevier County 18.842 Menschen. Es gab 6081 Haushalte und 4907 Familien. Die Bevölkerungsdichte betrug 4 Einwohner pro Quadratkilometer. Ethnisch betrachtet setzte sich die Bevölkerung zusammen aus 95,61 % Weißen, 0,27 % Afroamerikanern, 2,00 % amerikanischen Ureinwohnern, 0,26 % Asiaten, 0,09 % Bewohnern aus dem pazifischen Inselraum und 0,79 % aus anderen ethnischen Gruppen; 0,99 % stammten von zwei oder mehr ethnischen Gruppen ab. 2,55 % der Bevölkerung waren spanischer oder lateinamerikanischer Abstammung.
Im Jahr 2000 waren 34,50 % der Einwohner des County unter 18 Jahren alt, 10,10 % zwischen 18 und 24 Jahren, 22,90 % zwischen 25 und 44 Jahren, 19,70 % zwischen 45 und 64 Jahren und 12,90 % waren 65 Jahre alt oder darüber. Das Durchschnittsalter betrug 30 Jahre. Auf 100 weibliche Personen kamen 99,20 männliche Personen, auf 100 Frauen im Alter ab 18 Jahren kamen statistisch 97,40 Männer.

## Städte und Orte
- Annabella
- Aurora
- Austin
- Belknap
- Burrville
- Central Valley
- Cove
- Elsinore
- Fremont Junction
- Glenwood
- Gramse
- Jensen
- Joseph
- Kema
- Koosharem
- Lakeside Resort
- Monroe
- Nibley
- Prattsville
- Redmond
- Richfield
- Salina
- Sevier
- Sigurd
- Venice
- Vermillion
- Whipup